# 万尺寺
萬尺寺（まんしゃくじ）は岐阜県美濃加茂市にある臨済宗妙心寺派の寺院。山号は恵昌山。美濃三十三観音二十二番、中部四十九薬師霊場四十八番、中濃八十八ヶ所霊場六十番。

## 歴史
正治年間に畠山重忠が天台宗の七堂伽藍を備えた巨刹として字城房の地に創建したと伝わる。
兵火によって焼かれたため、文明3年(1473年)に字城房から字小見殿に移り、規模を縮小して再建された。
寛文8年(1668年)に実性和尚により、臨済宗妙心寺派の寺院となった。
元禄5年(1692年)に伽藍が火災に遭い焼失したが、その2年後に仮本堂が建てられた。
現在の本堂は昭和50年(1975年)に建てられたものである。
本尊は聖観世音菩薩で、17年毎に開帳している。観音菩薩は子育て観音として尊崇を集めている。
他に阿弥陀堂があるが、俗に観音堂と称し、12月18日に観音講を行っている。
堂内には、阿弥陀如来や薬師如来のほか、子胎地蔵や福寿稲荷、荼枳尼天などが祀られている。
九万九千日の祭りは、8月9日に行っている。